# Ablita
Ablita is een geslacht van vlinders van de familie uilen (Noctuidae), uit de onderfamilie Hadeninae.

## Soorten
- A. adin Schaus, 1911
- A. grammalogica Dyar, 1914
- A. nymphica Dyar, 1914